# Carsten Hauch
Johannes Carsten Hauch, född 12 maj 1790 i Fredrikshald, död 4 mars 1872 i Rom, var en dansk diktare, dramatiker, psalm- och romanförfattare, professor i litteratur i Kiel och estetik i Köpenhamn.
Hauch föddes i Fredrikshald i Norge, där hans far då var stiftsamtman, flyttade 1803 till Köpenhamn, deltog 1807 under huvudstadens bombardemang i livjägarkårens utfall, blev student 1808 och magister 1820. 1821 blev Hauch filosofie doktor på en avhandling i jämförande anatomi. Samma år reste han till Paris och uppehöll sig de följande åren i Frankrike och Italien. I Neapel blev i mars 1825 hans fot amputerad ovanför ankeln, sedan han länge lidit av sviterna efter ett skorpionbett. Efter operationen försökte han begå självmord. Under vistelsen i Rom 1826 vände Hauch, under intryck av stadens skönhet och poesin, tillbaka till livet. Han reste hem över Dresden och Lauenborg, kom till Danmark 1827 och blev strax anställd som lektor vid akademin i Sorø. 1846-1848 var han professor i nordiska språk och litteratur i Kiel, 1851 blev han Adam Oehlenschlägers efterträdare som professor i estetik i Köpenhamn, och han var 1858-1859 meddirektör vid Det Kongelige Teater samt 1860-1871 censor där. Han avled i Rom, där han ligger begraven på den protestantiska kyrkogården.
Hauchs första diktning tog sitt ursprung i den danska och tyska högromantiken. Adam Oehlenschläger och Novalis jämte naturfilosoferna var hans läromästare. Hans tidigaste dikter är mytiska till innehållet och tunga i formen, hans äldsta dramer, Rosaura, Reisen til Ginnistan och Phantasiens Magt, uttryck för ett upprivet ynglingasinnes självplågerier. Författare till yrket blev han först efter sin svåra sjukdom i utlandet. I Dramatiske Værker (tre band, 1828-1830) odlar han det psykopatologiska dramat, fördjupar sig i problematiska och lidande manliga naturer. Hans främsta verk från denna tid är dramat Tiberius i Shakespeares stil, författat i Rom. Som tragediförfattare fortsatte han under de följande decennierna med en mera klarnad produktion. De främsta av dessa är de nationella dramerna Svend Grathe (1841) och Marsk Stig (1850). Nära besläktat med dem är Hauchs populäraste skådespel, Søstrerne paa Kinnekullen (1849), om guldets demoniska makt över själen, en äventyrsdikt med bilder av svenskt allmogeliv vid Vänern. Av en lättare typ än dessa allvarstyngda alster är Hauchs senare skådespel, påverkade av Eugène Scribes historiska dramer: Tycho Brahes Ungdom (1852), Kongens Yndling (1858), Henrik af Navarra, med flera.
1834 började Hauch sin romandiktning med Vilhelm Zabern, historiska interiörer från Kristian II:s dagar, Guldmageren (1836), vars miljö är 1700-talets Mellaneuropa, En polsk Familie (1839), en tragiska framställning av foserlandskärleken, Slottet vid Rhinen (1845), om motsättningar mellan det djupare sinnet och den ytliga livsåskådningen, Robert Fulton (1853), om geniets strid för att vara till på sitt eget vis, samt Charles de la Bussière (1860), från franska revolutionens tid. Dessutom märks två pastischer efter isländsk sagalitteratur: Saga om Thorvald Vidførle (1849) och Fortælling om Haldor (1864).
Det främsta i Hauchs författarskap är hans lyrik: Lyriske Digte (1842), 'Lyriske Digte og Romancer (1861), Valdemar Seier (1862) och Nye Digtninger (1869). Här finns ballader, visor och dityramber, som tillhör danska poesins klenoder. Dett vittnar om ett prövat sinnes djupa erfarenheter och uttrycker en från världsligheten bortvänd själs evighetstro. Hauch har samlat sina estetiska avhanldingar i tre band (1859-1869), varav de värdefullaste handlar om den romantiska poesin och dess förutsättningar. Märklig är också hans avhandling om Njálssaga, vilken han betraktar närmast som en roman.Carlquist, Gunnar (red.) (1932). Svensk uppslagsbok. Malmö: Svensk Uppslagsbok AB:s förlag, band 12, s. 761-62. 
Som psalmförfattare är han representerad i danska Psalmebog for Kirke og Hjem. Han var far till Ludvig Alfred Hauch.

## Utmärkelser
- Dannebrogsmännens hederstecken,  1856[10]
- Kommendör av Dannebrogorden,  1867[10]

[Redigera Wikidata]